# Agnostopelma tota
Agnostopelma tota is een spinnensoort in de taxonomische indeling van de vogelspinnen (Theraphosidae).
Het dier behoort tot het geslacht Agnostopelma. De wetenschappelijke naam van de soort werd voor het eerst geldig gepubliceerd in 2010 door Pérez-Miles en Weinmann.